# Michel Aebischer
Michel Aebischer (* 6. ledna 1997 Fribourg) je švýcarský profesionální fotbalista, který hraje na pozici středního záložníka za italský klub Bologna FC 1909 a za švýcarský národní tým.

## Klubová kariéra
Aebischer je odchovanec Young Boys Bern. Ve švýcarské Superlize debutoval 10. září 2016 v zápase proti Luzernu. Během pěti sezón v dresu Young Boys vyhrál třikrát švýcarskou nejvyšší soutěž, a to v letech 2018, 2019 a 2020, a v roce 2020 zvítězil také ve švýcarském poháru.
V lednu 2022 odešel na hostování s opcí do klubu Bologna FC 1909 a v létě 2022 do italského klubu přestoupil natrvalo.

## Reprezentační kariéra
Aebischer debutoval ve švýcarské reprezentaci 18. listopadu 2019 v kvalifikačním utkání o Euro 2020 proti Gibraltaru, když v 85. minutě nahradil Rubena Vargase.
V listopadu 2022 byl nominován na mistrovství světa 2022 do Kataru. Na turnaji nastoupil jen do jediného utkání jako střídající hráč, a to do druhého zápasu v základní skupině proti Brazílii (prohra 0:1).
Dne 7. června 2024 byl zařazen do 26členného týmu pro EURO 2024. 15. června vstřelil svůj první reprezentační gól a přidal asistenci při vítězství 3:1 nad Maďarskem v úvodním zápase turnaje.